# AMI TV
AMI TV (anciennement The Accessible Channel) est une chaîne de télévision canadienne spécialisée de catégorie A en langue anglaise appartenant à Accessible Media (AMI). Elle est une chaîne généraliste de divertissement faite sur mesure pour les personnes aveugles ou malvoyantes en diffusant l'audiodescription sur le canal audio principal. Le sous-titrage pour sourds et malentendants est aussi disponible durant toutes les émissions.
AMI TV a un statut spécial du CRTC afin d'être distribué obligatoirement sur le service de base numérique de tous les distributeurs canadiens. Plusieurs distributeurs ont choisi un numéro de position facile tel que 888.

## Histoire
Le CRTC a tenu une audience publique le 27 mars 2007 afin de considérer des offres de chaînes à distribution obligatoire sur le service de base numérique. Parmi les douze demandes se trouve celle de National Broadcast Reading Service (NBRS), maintenant connu sous le nom de Accessible Media (AMI), pour le service The Accessible Channel.
NBRS proposait d'offrir « un service de vidéodescription entièrement en clair 24 heures par jour, offrant des émissions de nouvelles, d'information, de dramatiques, de divertissement et autres destinées aux Canadiens non-voyants ou ayant une déficience visuelle ». La demande a été approuvée le 24 juillet 2007 avec condition de licence que 90 % des émissions doivent être sous-titrés, mais la NBRS a annoncé qu'ils vont sous-titrer 100 % de leur programmation, mais qui devra être activé par l'appareil du client.

Ancien logo de The Accessible Channel (2009-2011)

Le NBRS a effectué un lancement préparatoire le 3 décembre 2008 qui coïncide avec la Journée mondiale des personnes handicapées des Nations Unies, dans le but d'annoncer le lancement de la chaîne TAC qui s'est tenue le 19 janvier 2009.
À la fin janvier 2012, The Accessible Channel est devenu AMI TV.
Dans le cadre d'un appel de demandes de distribution obligatoire sur le service de base des fournisseurs par câble et par satellite canadiens, AMI a déposé une demande auprès du CRTC afin de lancer une version en français. Le service a été approuvé en 8 août 2013 et la chaîne a été lancée le 16 décembre 2014 sous le nom AMI-télé.

## Programmation
Les deux chaînes présentent un mélange d'émissions reliées au handicap visuel et de divertissement grand public tels que des séries télévisées dramatiques, des comédies, des émissions culturelles, etc.

### Programmation originale
- AMI This Week
- Four Senses
- Canada in Perspective
- Blind Sighted with Kelly MacDonald